# Кенне, Ноан
Ноан Кенне (англ. Nohan Kenneh; род. 10 января 2003, Зведру) — английский футболист либерийского происхождения, полузащитник клуба «Транмир Роверс» и национальной сборной Либерии.

## Карьера
Воспитанник «Лидс Юнайтед». В июле 2022 года перешёл в шотландский «Хиберниан». Дебютировал в Премьершипе 30 июля 2022 года в матче с «Сент-Джонстон». В Кубке шотландской лиги сыграл в матче с ФК «Клайд». Вторую половину сезона 2022/23 провёл в шотландском клубе «Росс Каунти» и благодаря своей успешной игре получил вызов в сборную Либерии. Сезон 2023/24 проводит в аренде в клубе английской Лиги 1 «Шрусбери Таун».

## Карьера в сборной
Играл за команды Англии U16 и U17.
В марте 2023 года футболист получил вызов в национальную сборную Либерии. Дебютировал за сборную 24 марта 2023 года в матче против сборной ЮАР.